# Ferdinand von Schirach
Ferdinand von Schirach (Monaco, 12 maggio 1964) è un avvocato e scrittore tedesco.

## Biografia

### Ascendenza
Schirach è figlio del commerciante di Monaco Robert von Schirach (1938–1980) e nipote in linea diretta dell'ex capo della Gioventù hitleriana (Reichsjugendführung) e successivamente Gauleiter del Reichsgau di Vienna (1940), Baldur von Schirach e della di lui consorte, la scrittrice Henriette von Schirach. Uno dei suoi antenati fu il fotografo di Hitler, Heinrich Hoffmann; un altro suo antenato fu il Sovrintendente del Teatro Nazionale di Weimar e di quello di Wiesbaden Carl von Schirach e attraverso la moglie di quest'ultimo, Emma Lynah Tillou Bailey Middleton von Schirach, ebbe come antenato Arthur Middleton, uno dei firmatari della Dichiarazione d'indipendenza degli Stati Uniti d'America. Un altro dei suoi antenati fu lo storico e scrittore Gottlob Benedikt von Schirach, fondatore nel 1781 della rivista Politisches Journal nebst Anzeige von gelehrten und andern Sachen (Giornale politico oltre ad annunci di cose dotte e altro), una delle prime pubblicazioni periodiche in Europa.
La madre, Elke von Schirach, era nipote dell'imprenditore e politico nazista Fritz Kiehn, nelle cui attività il padre di Ferdinand sviluppò il suo tirocinio e quindi fu impegnato come operaio specializzato.
Sui suoi rapporti con il nonno Baldur, Schirach si espresse in un suo saggio sul Der Spiegel. Sulla propria nonna Henriette von Schirach disse: «Che mia nonna anche dopo la guerra, dopo le immagini della liberazione di Auschwitz, rivendicasse gli oggetti e le opere d'arte trafugate dalle autorità e delle quali le famiglie ebraiche furono derubate, mi riempie di vergogna e rabbia. Questa è la mia seconda colpa, una ripetizione dello spaventoso reato, un furto ripetuto.» Egli finanziò con l'aiuto del Centro tedesco per le perdite dei beni culturali, uno studio sulle proprietà artistiche dei propri nonni, che fu pubblicato nell'aprile del 2019.

### Gioventù, formazione, attività forense
È cresciuto fino all'età di quattro anni a Monaco di Baviera; abita, poi, insieme con un bisnonno materno a Trossingen e dall'età di dieci anni fino alla maturità frequenta il Collegio San Biagio dei gesuiti, su cui egli, a proposito degli abusi sessuali ha scritto su Der Spiegel.
Dopo gli studi di diritto a Bonn e il suo referendariato a Colonia, nel 1994 si stabilisce a Berlino come avvocato penalista.
Schirach ha difeso, tra gli altri, la spia del BND Norbert Juretzko, in seguito Günter Schabowski nel processo alle guardie tedesco-orientali del muro di Berlino.
Nel 2008 ha fatto parlare di sé, nell'ambito delle indagini preliminari sull'affare fiscale del Liechtenstein, quando sporse denuncia contro il Servizio informazioni tedesco e quando, in nome della famiglia del defunto attore Klaus Kinski, sporse denuncia dopo che l'Archivio di stato di Berlino, con l'accordo del responsabile della sicurezza dei dati Alexander Dix, rese pubbliche le cartelle cliniche del Kinski.

### Lo scrittore
All'età di 45 anni pubblica la sua prima serie di novelle. Schirach diviene uno degli scrittori di maggior successo della Germania e i suoi libri diventano dei best seller a livello mondiale tanto da diventare una celebrata stella della letteratura tedesca. I suoi libri sono stati tradotti e stampati in 40 paesi. In un'intervista egli ha dichiarato che non era interessato all'attività letteraria e che guardava alla maggior parte degli scrittori come corpi estranei al suo mondo. Secondo alcune testimonianze Schirach è sinestetico.
Della sua vita privata si sa ben poco. Sulla rivista Süddeutsche Zeitung Magazin von Schirach ha spiegato che egli in proposito non avrebbe dichiarato nulla.
Il 6 marzo 2018, in un'intervista all'emittente radiofonica SWR dichiara che dedicava giornalmente quattro ore alla scrittura, il che significava che stava dedicandosi a un nuovo libro. Il rimanente della giornata era dedicato alla corrispondenza e alle correzioni. Egli oziava parecchio e volentieri e trascorreva una bella vita. 

## Opere

### Verbrechen, 2009
Nell'agosto 2009 Schirach pubblica il libro Verbrechen (reato), che rimane 61 settimane nella classifica dei Best seller dello Spiegel. Il volume di racconti brevi si basa su casi della sua cancelleria. I diritti del libro furono venduti in più di 30 paesi. Verbrechen nel 2009 è stato registrato e venduto anche come audiolibro, con la voce narrante di Burghart Klaußner.

### Schuld, 2010
Nell'agosto 2010 compare in libreria il suo secondo libro, Schuld ("Colpa"). Come il volume Verbrechen, consiste in racconti tratti dall'esperienza forense quotidiana dell'autore. Appena uscito si piazza al primo posto nella classifica dei Best seller dello Spiegel. Il relativo audiolibro, letto da Burghart Klaußner, ottiene il primo premio del 2011 per audiolibri. La Constantin Film ne acquista i diritti per l'edizione cinematografica del libro.

### Der Fall Collini, 2011
Nel settembre 2011 Schirach pubblica il romanzo Der Fall Collini (Il caso Collini), che si piazza al secondo posto della classifica dei best seller dello Spiegel. Il libro racconta dell'uccisione dell'industriale Hans Meyer, che in precedenza era stato un ufficiale nazista in Italia.
Il giorno della comparsa nelle librerie la trasmissione Tagesthemen dedica un rapporto al libro. Il quotidiano Die Welt definisce la storia raccontata nel libro "trasparente e di sconvolgente amoralità", mentre il settimanale Focus scrive di «un fortunato caso per la letteratura tedesca». Schirach ha spiegato in un'intervista allo Zeit, che egli nel libro non intendeva rispondere alla domanda "Chi è stato l'assassino" bensì alla domanda "Quale è stato il motivo". In un saggio sullo Spiegel Schirach si è espresso per la prima volta sul nonno Baldur von Schirach. Egli ha scritto che Der Fall Collini era un'elaborazione della storia della sua famiglia, piuttosto di aver scritto "…a proposito della giustizia post-bellica, della storia della Repubblica Federale Tedesca, degli spietati imputati, dei giudici, che per ogni omicidio a opera di un nazista infliggevano solo cinque minuti di privazione della libertà. È un libro sui reati del nostro Stato, sulla vendetta, colpa e sulle cose, nelle quali noi ancor oggi falliamo." Il mensile tedesco Cicero, sul numero di ottobre del 2011, ha scritto che la lingua di Schirach era dura e calcolata ed egli si poneva, diversamente da Bernhard Schlink, decisamente dalla parte delle vittime.
La ministro della giustizia della Germania Federale, Sabine Leutheusser-Schnarrenberger ha istituito l'11 gennaio 2012 una Commissione indipendente per riesaminare il passato nazista nel suo Ministero richiamando fra l'altro il romanzo Der Fall Collini. Il Wall Street Journal di New York ha collocato il romanzo Der Fall Collini tra i "10 migliori misteri del 2013".
Der Fall Collini è stato rielaborato come audiolibro e messo in onda l'8 marzo 2014.
Dal libro è stato tratto l'omonimo film, per la regia di Marco Kreuzpaintner, distribuito nelle sale tedesche il 18 aprile 2019. Per il libro l'autore ha vinto il Premio Los Angeles Times Book del 2014.

### Tabu, 2013
Nel settembre del 2013 Schirach pubblicò il romanzo Tabu. Esso salì al secondo posto nella classifica dei best seller dello Spiegel ricevendo numerose recensioni positive.
Tradotto in altre lingue, ricevette anche all'estero una buona accoglienza dalla critica. A Tokio ne fu tratta una versione teatrale.  Il 26 febbraio 2017 Tabu fu rappresentato ad Amburgo in versione teatrale. Fu successivamente rappresentato nella versione teatrale a Stoccarda

### Die Würde ist antastbar, 2014
Nell'agosto del 2014 comparvero insieme due saggi che Schirach aveva scritto per Der Spiegel in un solo volume dal titolo Die Würde ist antastbar (La dignità è violabile). Il libro raggiunse presto il secondo posto nella lista dei best seller dello Spiegel. Le recensioni furono positive. In un'intervista con lo Standard di Vienna Schirach spiegò che egli non desiderava affatto essere definito "intellettuale", ma aveva solo scritto un paio di cose, che gli erano venute in mente. «Effettivamente è stato solo un disagio – il mondo pare a me diventato troppo complicato, molte cose non le capisco.» Nella stessa intervista disse di aver in effetti preparato un pezzo per teatro, sul quale erano stati trattati i diritti d'autore.

### Die Herzlichkeit der Vernunft, 2017
Nell'ottobre del 2017 Alexander Kluge e Schirach pubblicarono un audiovolume dal titolo Die Herzlichkeit der Vernunft (La cordialità della ragione). Il libro contiene cinque discorsi su Socrate, Voltaire, von Kleist, Politica e il brano teatrale di Schirach Terror. Die literarische Welt stampò in anticipo il discorso su Socrate con l'inserimento sulla moda di Karl Lagerfeld, del quale si assunse l'intero compito dell'inserzione. In un'intervista con Deutschlandfunk Schirach spiegò che il libro esisteva già, per il fatto che Kluge e lui negli anni passati avevano registrato numerose interviste e una serie di discorsi.

### Strafe, 2018
Nel marzo 2018 comparve il volume di 12 brevi racconti, Strafe (Castigo) , uno dei quali fu pubblicato in anticipo dalla rivista Stern. heute-journal, il notiziario della ZDF, lo presentò in una trasmissione del 7 marzo 2018 e lo definì « [...] inclemente, preciso, talvolta freddo e distante, quindi umanamente profondo...». In un'intervista con la Deutschland Radio Kultur Schirach spiegò che Strafe completava la serie che egli aveva incominciato con Verbrechen e Schuld. La trilogia, già così impostata fin dall'inizio, corrispondeva alla successione di prove di un procedimento giudiziario. In un'intervista con Nils Minkmar sullo Spiegel Schirach ebbe a dire del suo libro: «Molti personaggi dei miei racconti sono solitari. È il segno che io partecipo insieme ai miei personaggi.»

### Kaffee und Zigaretten, 2019
Con questo libro (Caffè e sigarette) Ferdinand von Schirach getta nei suoi 48 capitoli un altro sguardo sulla sua vita. Egli mette in mostra le sue depressioni, un tentativo di suicidio, gli incontri con Imre Kertész, Lars Gustafsson, Michael Haneke e scrive a proposito di suo nonno Baldur von Schirach. Il libro raggiunse il primo posto nella classifica dei best seller dello Spiegel.
Secondo una recensione su NDR Schirach evoca in proposito « [...] con fine ironia, con una base umoristica, leggera disperazione, ciò che lo fa disperare e ciò che lo salva. Von Schirach è un moralista senza una morale esibita. Nazionalismo, autunno tedesco e Rock 'n' Roll, autori come Hemingway, Gustafsson e Mark Twain - naturalmente il fumo, la scoperta della Patria viaggiando. Von Schirach è un maestro della parabola - egli narra affascinando la propria storia, che è come un pezzo della nostra».

### Edizioni in italiano
Un colpo di vento, Longanesi, 2010, ISBN 9788830427693
Il caso Collini, Longanesi, 2012, ISBN 9788830433298
I colpevoli, (racconti), Longanesi, 2013, ISBN 9788830431546
Tabù, Longanesi, 2014, ISBN 9788830440234
Castigo, (racconti), Neri Pozza, 2019, ISBN 9788854519145
Ogni essere umano, Neri Pozza, 2021, ISBN 9788854523869
Castigo, (racconti), Beat, 2021, ISBN 9788865598511
Caffè e sigarette, Neri Pozza, 2021, ISBN 9788854521704
Ferdinand von Schirach e Alexander Kluge, La gentilezza della ragione, Neri Pozza, 2022, ISBN 9788854521698
Alexander Kluge e Ferdinand von Schirach, Nonostante tutto. Dialogo sull'ordine sociale e sulle libertà civili nell'Europa post-pandemica, Meltemi, 2022, ISBN 9788855196048
Delitto/Colpa/Castigo, (racconti), Neri Pozza, 2022, ISBN 9788854523678
Il caso Collini, Beat, 2023, ISBN 9791255021384

## Riconoscimenti
- 2010: Stern des Jahres für Literatur (Stella dell'anno per la letteratura) del giornale Abendzeitung
- 2010: Premio Kleist, per il volume di racconti Verbrechen
- 2011: Premio per la letteratura del Boulevardzeitung
- 2011: Longlist Prix Médicis per Crimines[44]
- 2012: Honya Taishō –Gran premio del libraio in Giappone, Categoria: Letteratura internazionale[45]
- 2014: Finalista al Los Angeles Times Book Prize
- 2014: Honya Taishō –Gran premio del libraio in Giappone, per Der Fall Collini (2º posto con Stephen King e Rachel Joyce)[46]
- 2015: Premio televisivo bavarese (Bayerischer Fernsehpreis), per la sua direzione come autore dei racconti e del film Volkfest
- 2016: Shortlist Prix Médicis, per Tabou[47]
- 2017: Premio Romy, per Terror – Ihr Urteil[48]
- 2017: Festival della Rosa d'oro, per Terror – Ihr Urteil (Terrore – le sue cause)
- 2018: Premio Ricarda-Huch[49]